# Cotai

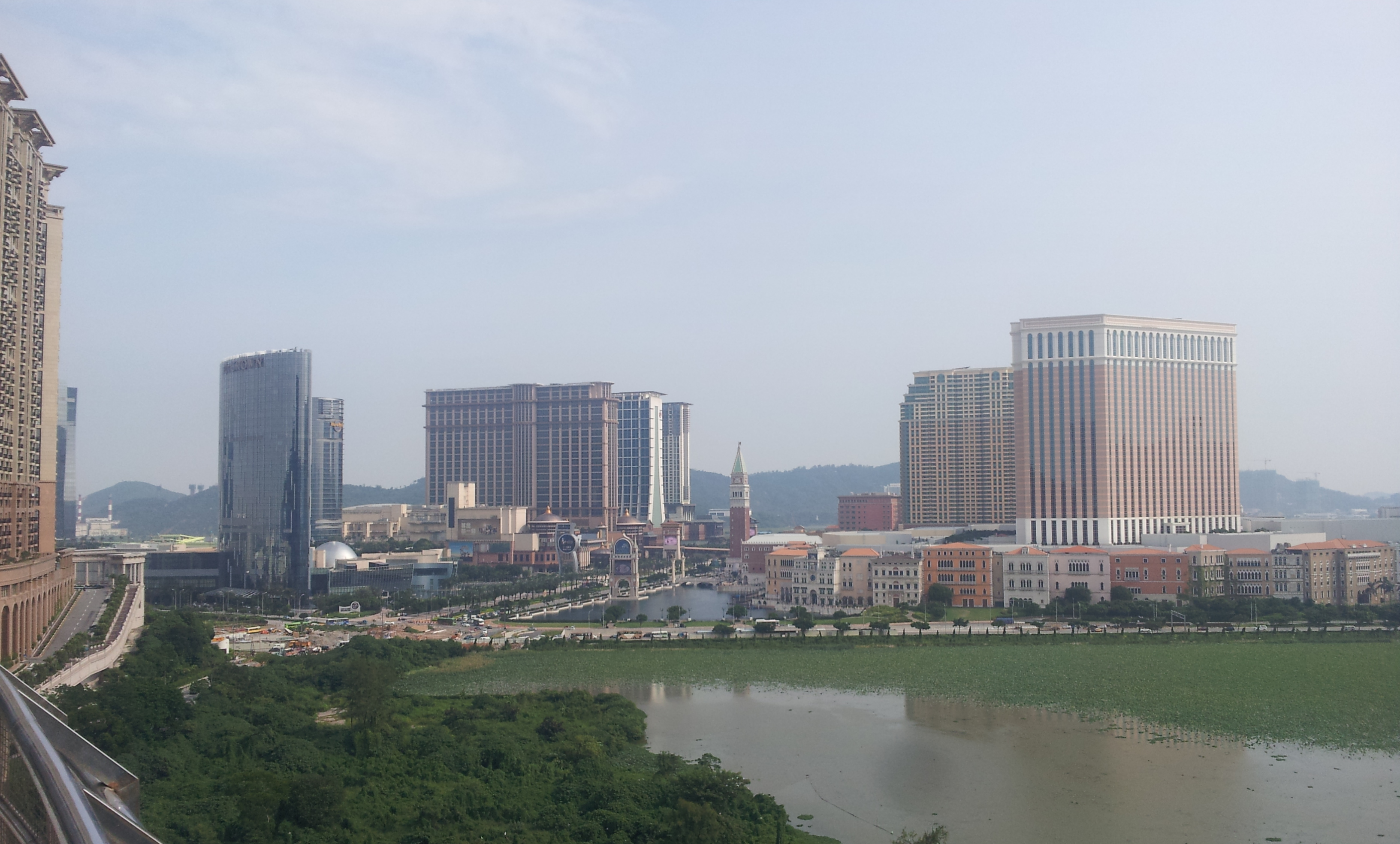
Zicht op Cotai (2013)

Cotai is een stuk drooggelegd land van 5 km2 tussen Taipa en Coloane in de Speciale Bestuurlijke Regio Macau. Het is nog niet aangewezen als Freguesia. Het was gemaakt om voor nieuwe gokmogelijkheden en toerisme te zorgen, omdat het land in Macau ontzettend schaars is.
Er staan veel casino's op de Cotai Strip, zoals het Grand Waldo Hotel en The Venetian Macao.

## Trivia
De naam "Cotai" is een mengeling van COloane en TAIpa.

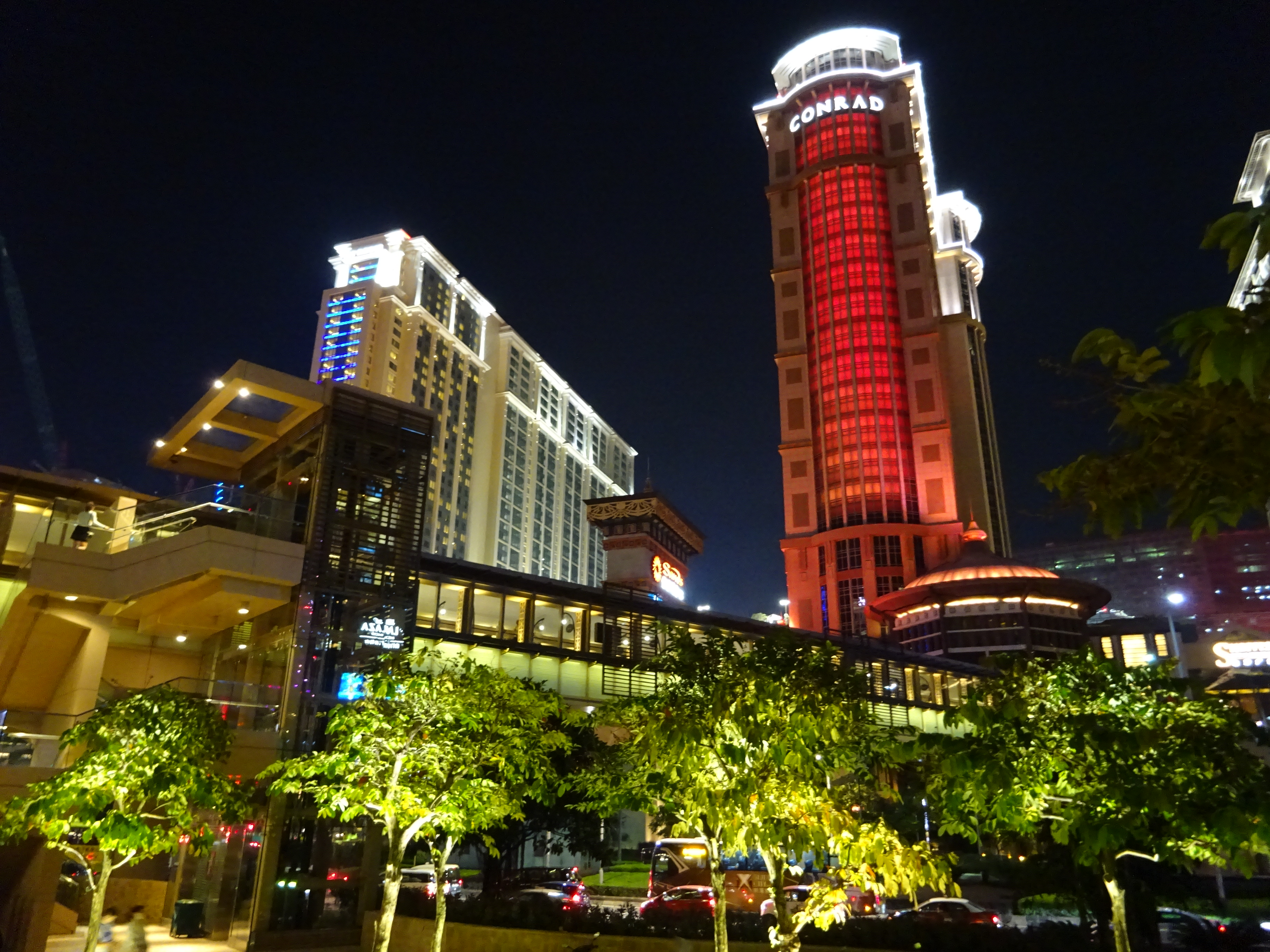
Cotai bij avond
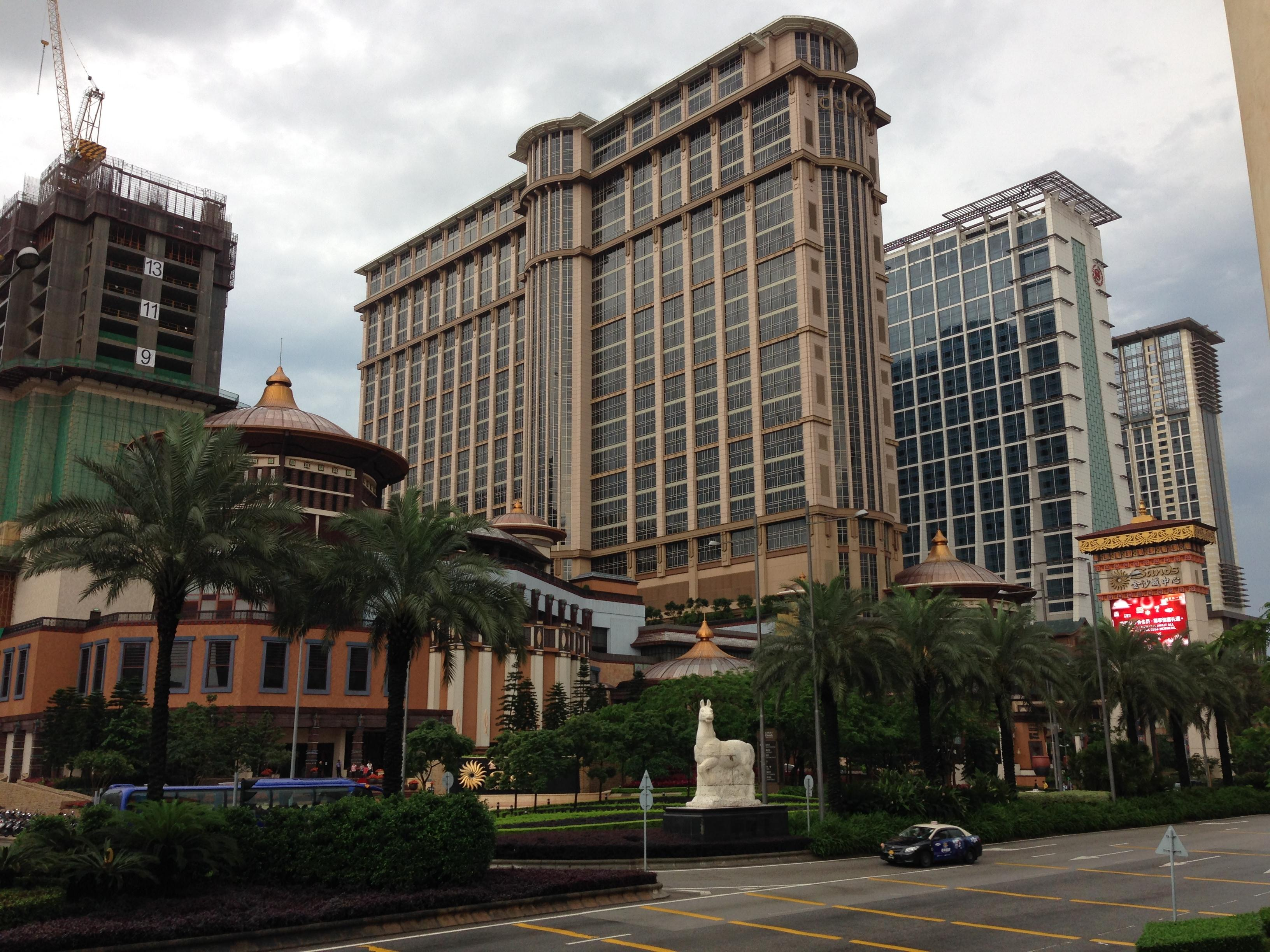
Hotels